# Oldsmobile

Logotipo usado em veículos de 1962 a 1964

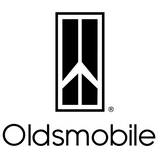
Logotipo usado de 1981 a 1996, também utilizado em alguns poucos modelos no início de 1997

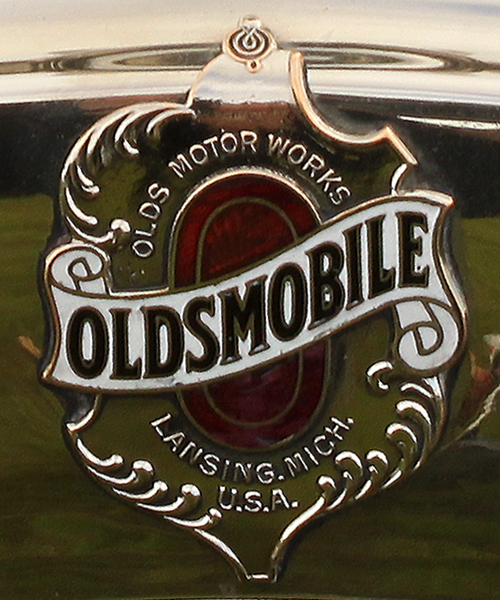
O primeiro logotipo da Oldsmobile

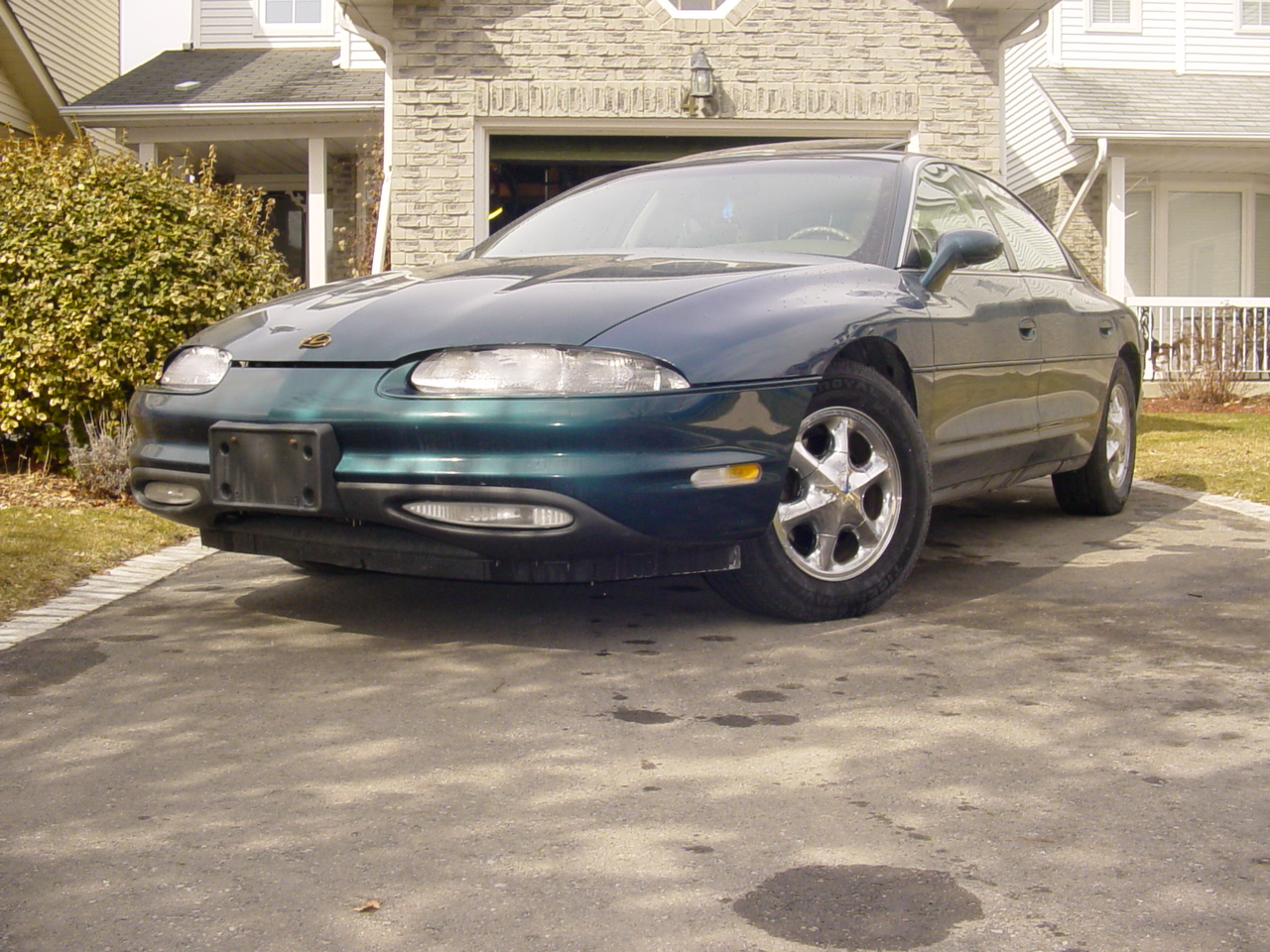
1998 Oldsmobile Aurora

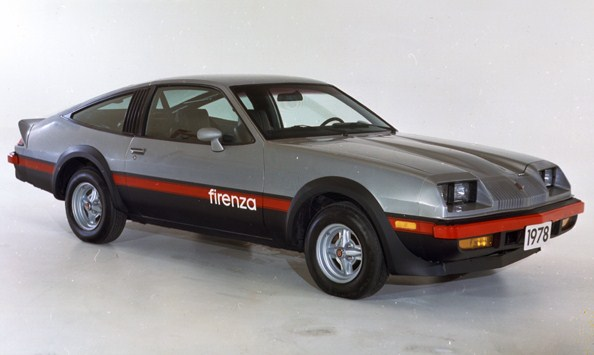
1978 Oldsmobile Starfire Firenza

Oldsmobile foi uma marca de veículos descontinuada pela General Motors em 2004.

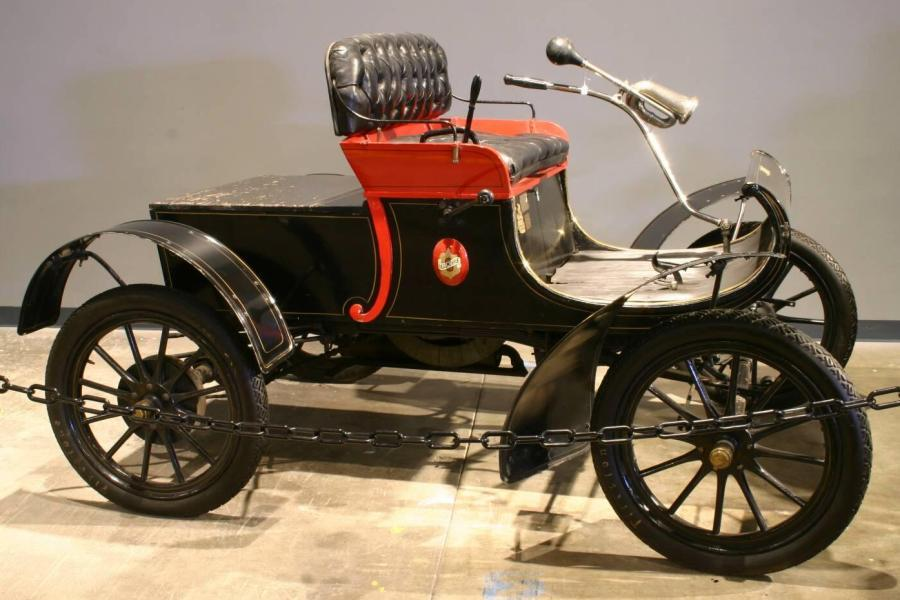
Oldsmobile Modelo 6C de 1904

## História
A empresa foi fundada por Ransom Eli Olds com o nome de Olds Motor Vehicle Co em Lansing, Michigan em 1897, em 1901 a empresa produziu o Oldsmobile Curved Dash primeiro automóvel produzido em larga escala em linha de produção, a General Motors comprou a empresa em 1908. Em 1940 lançou o primeiro carro com transmissão automática, durante a Segunda Guerra Mundial chegou a produzir armas.

## Modelos
- Oldsmobile Curved Dash
- Oldsmobile Limited Touring
- Oldsmobile 40
- Oldsmobile 53
- Oldsmobile 66
- Oldsmobile 88
- Oldsmobile 98
- Oldsmobile Series 60
- Oldsmobile Series 70
- Oldsmobile Series 90
- Oldsmobile 442 (1968-1971)
- Oldsmobile Cutlass (1964-1999)

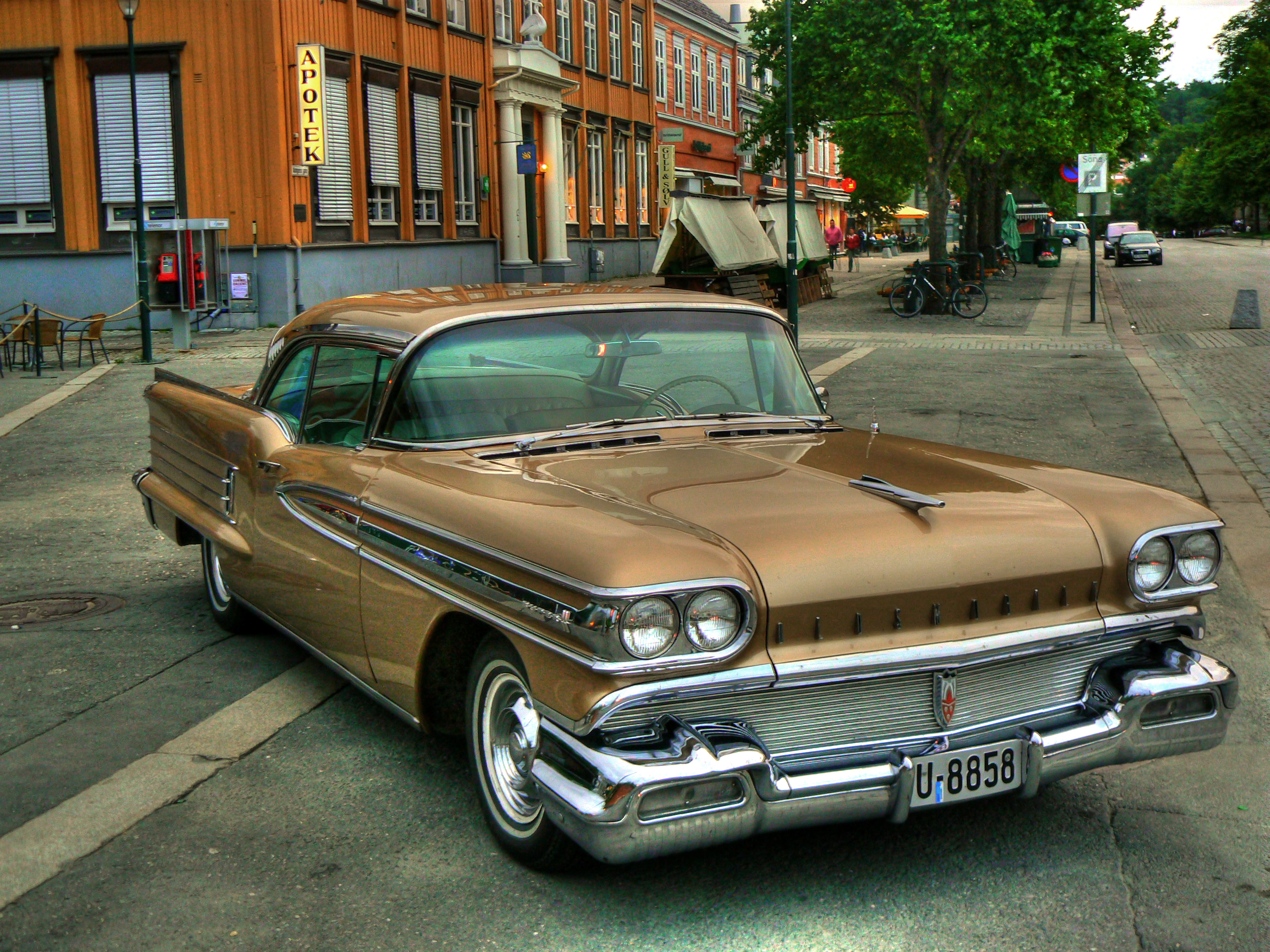
Oldsmobile Super 88 de 1958

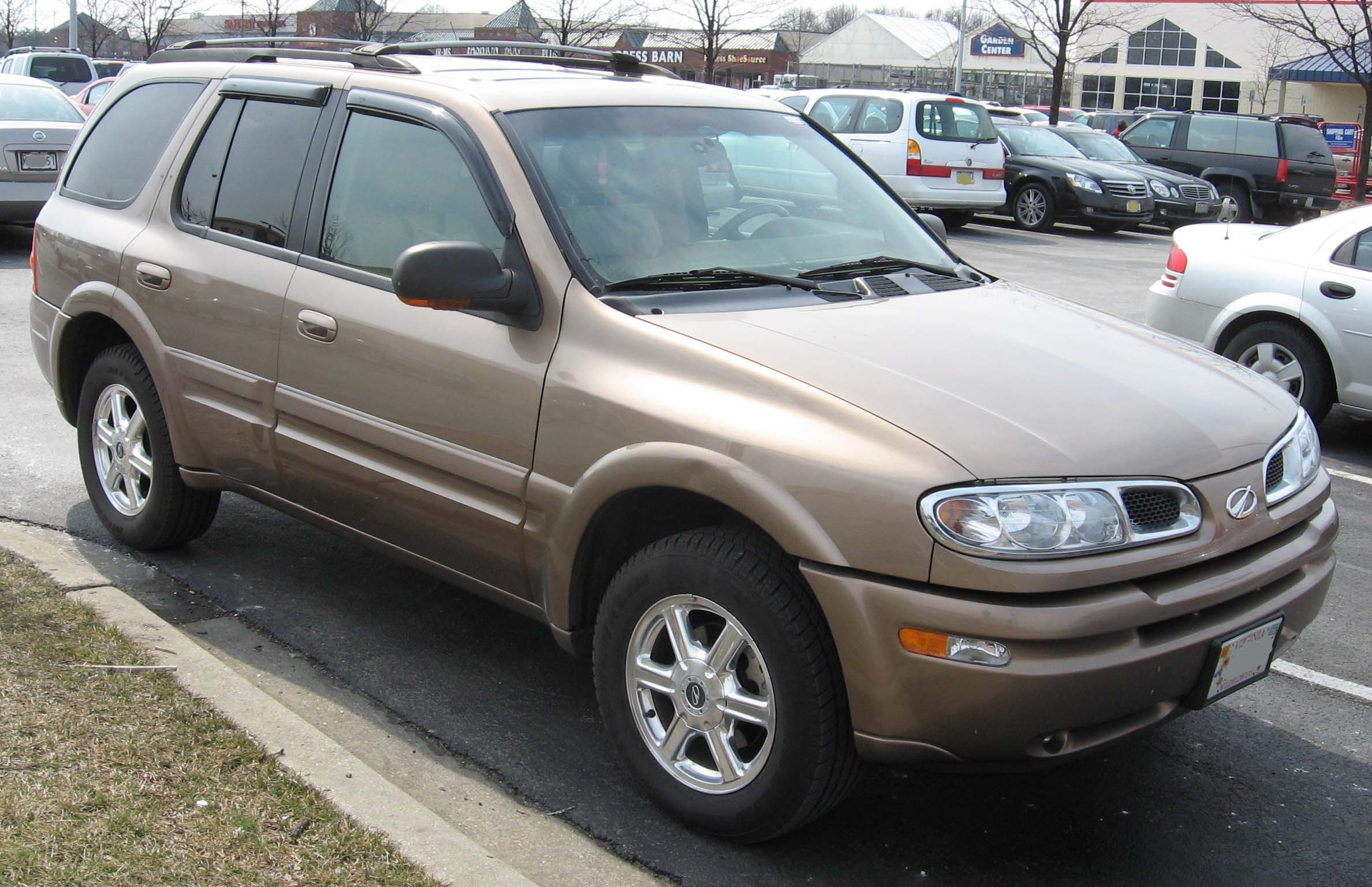
Oldsmobile Bravada de 2002, último modelo da companhia

- Oldsmobile Cutlass Supreme (1970-1997)
- Oldsmobile Cutlass Salon
- Oldsmobile Cutlass Calais (1985-1991)
- Oldsmobile Cutlass Ciera (1982-1996)
- Oldsmobile Custom Cruiser (1971-1992)
- Oldsmobile Vista Cruiser (1964-1977)
- Oldsmobile F-85 (1961-1963)
- Oldsmobile Toronado (1966-1992)
- Oldsmobile Firenza (1982-1988)
- Oldsmobile Achieva (1992-1998)
- Oldsmobile Alero (1999-2004)
- Oldsmobile Aurora (1995-2003)
- Oldsmobile Bravada (1991-2004)
- Oldsmobile Intrigue (1998-2002)
- Oldsmobile Silhouette (1990-2004)
- Oldsmobile Starfire (1960- 1966 1974- 1980)

## Protótipos
- Oldsmobile Aerotech
- Oldsmobile Aerotech II
- Oldsmobile Aerotech III
- Oldsmobile Alero Alpha
- Oldsmobile Antares
- Oldsmobile Expression
- Oldsmobile F-88[3]
- Oldsmobile Golden Rocket
- Oldsmobile O4
- Oldsmobile Profile
- Oldsmobile Recon
- Oldsmobile Starfire (1975-1980)
- Oldsmobile Tube Car